# شبه جزيرة لبرادور
شبه جزيرة لبرادور (كما تُعرف باسم شبه جزيرة كيبك-لبرادور) هي شبه جزيرة ذات مساحةٍ شاسعة تقع شرق كندا، ويحدها خليج هدسون من الغرب ومضيق هدسون من الشمال وبحر لبرادور من الشرق وخليج سانت لورنس من الجنوب الشرقي، وتشتمل شبه الجزيرة على إقليم لبرادور والذي يُعد جزءًا من مقاطعة نيوفاوندلاند ولبرادور وأقاليم ساغني-لاك-سان-جان، وكوت نورد، ونورد دو كيبك وتقع جميعها في مقاطعة كيبك، وتبلغ مساحتها 1,400,000 كـم2 (541,000 ميل2)، ويبلغ تعدادها السكاني حوالي مائة وخمسين ألف نسمة (وفقًا لتعداد عام 2006).

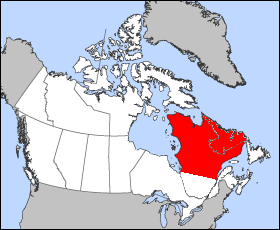
شبه جزيرة لبرادور في كندا

## الموقع والجغرافيا

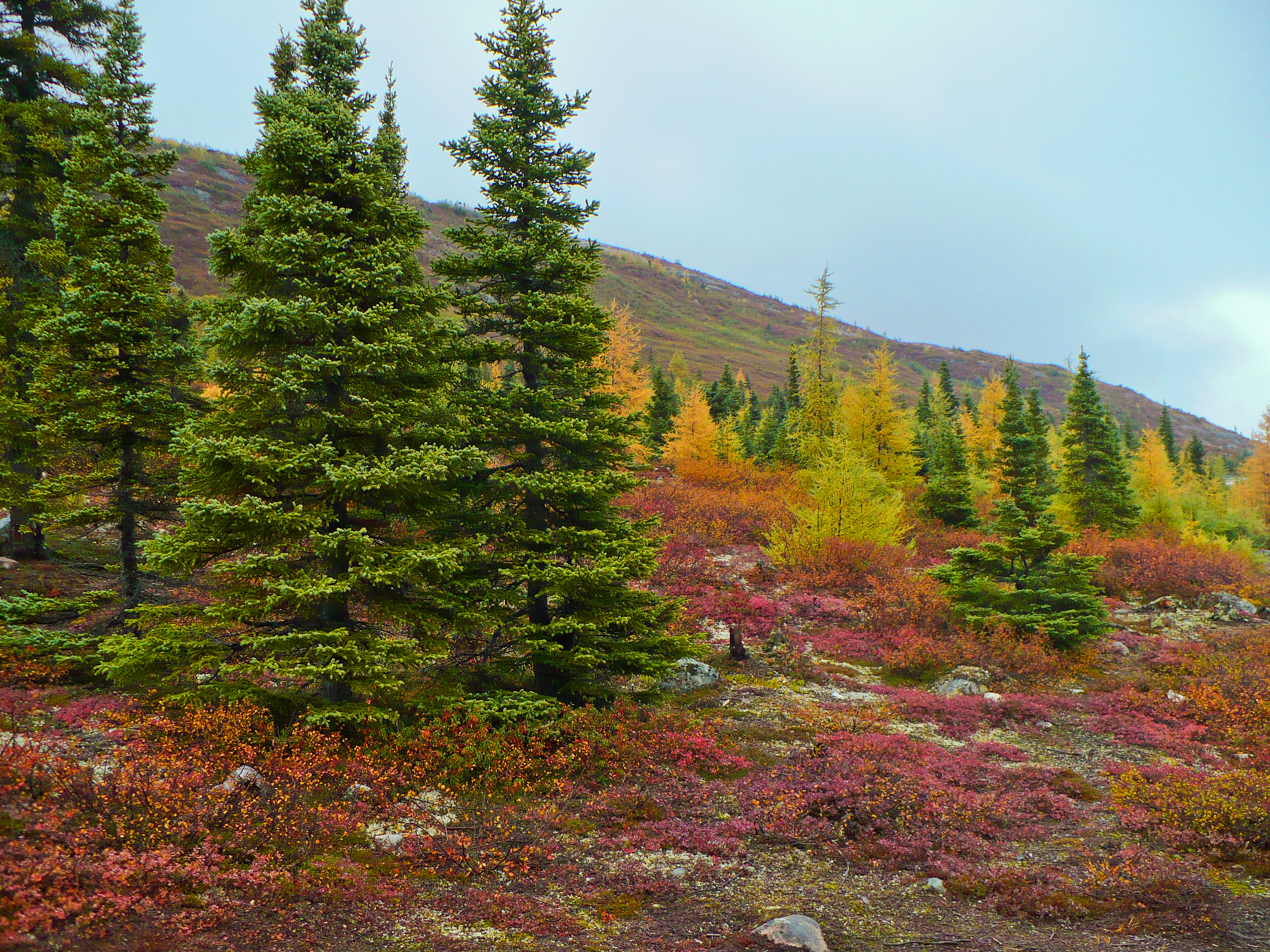
منحدر التل عند بلدة ناين، الساحل الشرقي لشبه الجزيرة

يحيط البحر بشبه الجزيرة من كل النواحي فيما عدا الجهة الجنوبية الغربية حيث تتصل باليابسة، ومن ناحية الشمال، تظهر اللابرادور على شكل شبه جزيرة أخرى أصغر حجمًا تُسمَّى شبه جزيرة أونجافا ويحيط بها كلٌ من خليج هدسون ومضيق هدسون وخليج أونجافا، ويُعد لسان كايب ولستنهولم هو أقصى نقطة شمال شبه جزيرة أونجافا ولبرادور ومقاطعة كيبك.
وتُعد شبه جزيرة لبرادور هضبة تمتد عبرها أودية نهرية، كما توجد بها سلاسل جبلية عدة، منها سلسلة جبال تورنجات التي تقع في الجزء الشمالي من شبه الجزيرة حيث توجد أعلى نقطة على سطحها وهي جبل كوبفيك الذي يبلغ ارتفاعه 1,652 متر (5,420 قدم) ويُعد أيضًا أعلى نقطة بكندا شرق مقاطعة ألبرتا، وتضم هذه الجبال حديقة جبال تورنجات الوطنية والتي تعد الحديقة الوطنية الوحيدة في كندا الموجودة في شبه جزيرة لبرادور، وتقع الحديقة في مقاطعة نيوفاوندلاند ولبرادور في حين تتبع الحديقة الوطنية كورورجواك التي تقع بالقرب منها مقاطعة كيبك.

## معلومات تاريخية
تمت تسمية شبه الجزيرة على اسم المستكشف البرتغالي جون فيرنانديز لبرادور، ففي عام 1499 منحه مانويل الأول ملك البرتغال امتيازًا أعطاه الحق في استكشاف هذا الجزء من المحيط الأطلنطي كما هو منصوص عليه في معاهدة تورديسياس.
جنبًا إلى جنب مع بيرو دي بارسيلوس رَصَدَ فيرنانديز مقاطعة لابرادور في 1498، وقام برسم الخرائط للسواحل الجنوبية الغربية لـجرينلاند وللشمال الشرقي القريب لأمريكا الشمالية حوالي عام 1498 وأبلغ البرتغال وأوروبا بشأنها. وقد سمحت له مكانته الاجتماعية كأحدِ مُلاك الأراضي أن يستخدم اسم «لبرادور» الذي يعني «مُزارع» أو «مالك الأرض» بالبرتغالية (تلفظ برتغالي: ‎/lɐvɾɐˈðoɾ/‏)، وقد أطلق فرنانديز اسم تيرّا دو لبرادور، والذي يعني «أرض لبرادور» بالبرتغالية، على جرينلاند والتي تُعد أول أرضٍ قام برصدها، وفي نهاية الأمر تم إطلاق هذا الاسم على جميع المناطق المحيطة ليصبح اسمها في النهاية «لبرادور».